# Aphthona pallida
Aphthona pallida es un coleóptero de la familia Chrysomelidae. Fue descrita científicamente por primera vez en 1856 por Bach.